# Železniška postaja Laze
Železniška postaja Laze je ena izmed železniških postaj v Sloveniji, ki oskrbuje bližnje naselje Laze pri Dolskem.
Med drugo svetovno vojno so Nemci zgradili obvozno progo od Laz do Črnuč in Vižmarij, da bi obšli traso skozi Ljubljano pod italijansko okupacijo.